# Solférino (Italie)
Pour les articles homonymes, voir Solférino.
Solférino (en italien : Solferino) est une commune italienne de la province de Mantoue en Lombardie.

## Géographie
La commune comprend le hameau de Barche.

### Communes limitrophes
Castiglione delle Stiviere, Cavriana, Guidizzolo, Lonato del Garda (BS), Medole

## Histoire
En 1859, Solférino fut le théâtre de la bataille de Solférino entre l'armée autrichienne et celles de l'empereur des Francais Napoléon III et du roi de Sardaigne Victor-Emmanuel II.
Henri Dunant, témoin des événements et attristé du sort réservé aux blessés, décida en rentrant à Genève, de fonder la Croix-Rouge. Il écrivit un livre sur cette bataille : Un souvenir de Solférino.

## Administration
| Période                                  | Période  | Identité              | Étiquette     | Qualité |
| ---------------------------------------- | -------- | --------------------- | ------------- | ------- |
| 2004                                     | 2009     | Maria Orazia Mascagna | Liste civique |         |
| 2009                                     | 2014     | Germano Bignotti      | Liste civique |         |
| 2014                                     | 2019     | Gabriella Felchilcher | Liste civique |         |
| 2019                                     | En cours | Germano Bignotti      | Liste civique |         |
| Les données manquantes sont à compléter. |          |                       |               |         |

## Jumelages
La ville de Solférino est jumelée avec :
- Châtillon-sur-Indre (France) ;
- Solférino (France) depuis 1963.